# Torre de les Aigües (Eixample)
|  | Per a altres significats, vegeu «Torre de les Aigües». |

La Torre de les Aigües és una construcció situada al pati de l'illa de cases delimitada pels carrers de Roger de Llúria, Consell de Cent, Bruc i Diputació de Barcelona, catalogada com a bé cultural d'interès local.

## Història
El 1862, l'intendent honorari de la província de Barcelona, Jaume Safont i Lluch, establí en emfiteusi uns terrenys al costat del Torrent de l'Olla a la Societat de Crèdit i Foment de l'Eixample de Barcelona, que al seu temps contractà l'arquitecte Josep Oriol Mestres per a què projectés una torre d'aigües per abastir la zona, que tot just s'havia començat a urbanitzar. En un principi, l'arquitecte municipal no aprovà el seu projecte (una torre hexagonal de 24 m d'alt amb capacitat per 730 m³ d'aigua) perquè depassava els 20 m d'alçada màxima permesa a l'Eixample. El maig del 1867, l'alcalde Lluís Rodríguez Téllez signà el permis, considerant que no es podia garantir un bon cabdal als edificis alts si la torre mesurava el mateix que aquells. Aquesta construcció formava part d'un conjunt d'edificis destinat a l'elevació i distribució de les aigües per mitjà d'una màquina de vapor de 20 CV (posteriorment electrificada) per a pujar l'aigua del pou inferior al dipòsit superior. El 1870, foren adquirits per l'Associació de Propietaris d'Aigua de l'Eixample, que hi remuntà un pis més per tal d'augmentar-ne la pressió. Amb aquesta intervenció, la torre guanyà alçada, però perdé la cuculla que la coronava originalment, quedant substituïda per un terrat pla.
El 1982, la propietària de la parcel·la va vendre l'espai a una empresa que hi volia fer un aparcament, però aquesta iniciativa no va prosperar. Finalment, l'Ajuntament de Barcelona l'expropià per a convertir-la en un parc públic de 1.517 m², inaugurat el 15 de maig del 1987. Amb aquesta finalitat s'enderrocaren les edificacions adossades i llur xemeneia, es restaurà la torre i es construí un estany al voltant, seguint un projecte dels arquitectes Carme Ribas i Andreu Arriola. Les portes de ferro són de Robert Llimós.

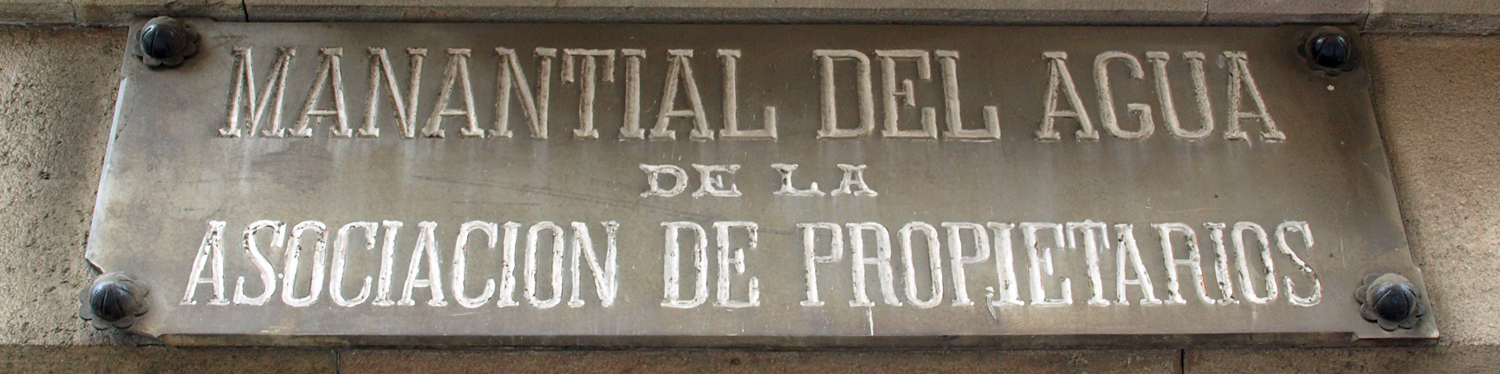
Placa de l'Associació de Propietaris

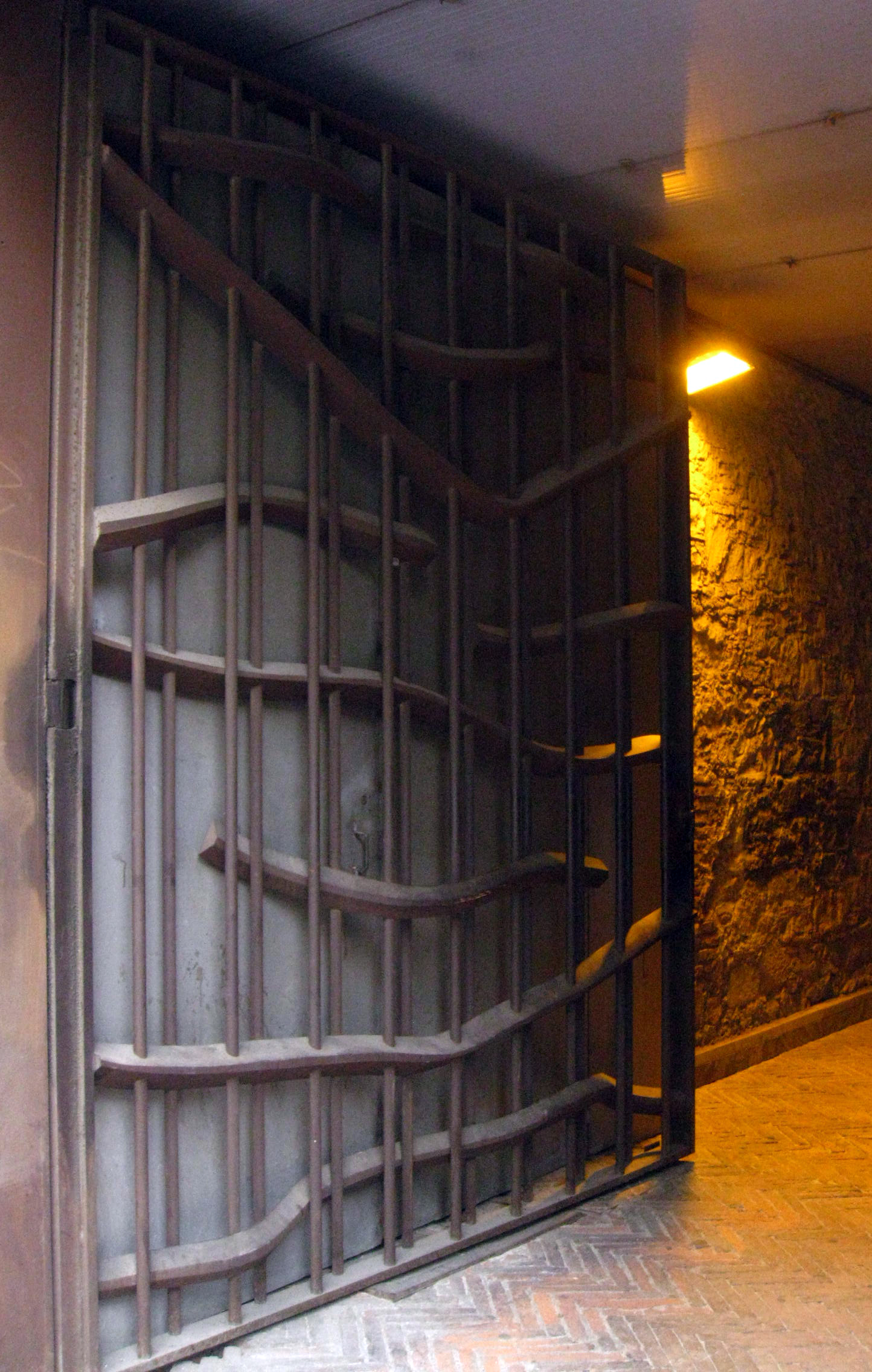
Portes del jardí realitzades per Robert Llimós

## Descripció
L'accés es fa per mitjà d'un passatge obert al carrer de Roger de Llúria, 56. La torre té sis plantes, la darrera de les quals està destinada a dipòsit, i un terrat. Les plantes es fan evidents a l'exterior per mitjà dels motlluraments de maó que marquen la presència dels forjats. Tota la construcció està realitzada en maó vist i llurs obertures presenten forma d'arc de mig punt sense emmarcaments. En les quatre primeres plantes, els murs plans de tancament s'enllacen amb els pilars dels angles d'una manera homogènia. Tanmateix, la quarta planta ja presenta, en comptes de finestres, balcons que reposen sobre arcs rebaixats i amb barana de maó formant romboides. A partir d'aquesta planta, els murs de reforç presenten una planta circular que s'adapta a la resta per mitjà d'arcs escarsers i permòdols de maó. La cinquena planta té obertures en forma d'arc geminats dins d'arcs cecs. En tractar-se de la que originàriament era la darrera, reservada a la cisterna superior, presenta l'antic coronament, a base d'un cornisament ornat a base de mènsules. Sobre aquest cornisament s'alça la sisena planta, resultat d'una remunta posterior, que presenta un nou cornisament d'estuc ornat amb mènsules i òculs. La ventilació es produeix a través d'estrets respiradors incisos directament al mur.
A l'interior, sis murs disposats de manera radial compartimenten l'espai reparteixen l'enorme pes de la cisterna superior. Aquestes estan coberts amb voltes rebaixades de suport, excepte el que conté l'escala que mena vers al cim de la torre.